# Pueblo chiripá
Los chiripás, avá-guaraníes del Paraguay, avakatuetés, avá katú etés, avá chiripás, tsiripá o apytaré autodenominanados ñandéva (los nosotros) en Brasil, son un pueblo indígena guaraní que habita principalmente en Paraguay en la zona delimitada por el río Paraná y los ríos Acaray y Jejuí, mientras que en el Brasil conviven con otros grupos guaraníes en aldeas de los estados de Mato Grosso del Sur (en donde son llamados simplemente guaraníes), Paraná y San Pablo. El término ñandéva es utilizado en Paraguay para referirse a los tapietes. En Argentina se los encuentra en pequeños grupos que viven entre los mbyás en la provincia de Misiones. Se hallan muy aculturados pero mantienen sus lenguas y tradiciones religiosas.
En Paraguay hacia 2002 había unas 6918 personas de esta etnia (1900 hablantes del idioma). De acuerdo a los resultados del III Censo Nacional de Población y Viviendas para Pueblos Indígenas de 2012 en Paraguay viven 17 697 avá guaraníes, de los cuales 9448 en el departamento de Canindeyú, 5061 en el departamento de Alto Paraná, 1524 en el departamento de San Pedro, 946 en el departamento de Caaguazú, 379 en Asunción y el departamento Central, y 142 en el departamento de Concepción.
Los que viven en Brasil (unos 4900) y Argentina se incluyen en general en las cifras de los paí tavyterás (o kaiwás), mbyás y otros pueblos guaraníes. En la aldea de Fortín Mbororé cerca de Puerto Iguazú (Argentina) existe un importante grupo en convivencia con una mayoría mbyá.
El Censo Nacional de Población de 2010 en Argentina reveló la existencia de 422 personas que se autoreconocieron como avá guaraníes en la provincia de Misiones y 104 en la provincia de Corrientes, pero no es posible distinguir cuántos de ellos corresponden a los chiriguanos que utilizan también la autodenominación avá guaraní.
La comunidad chiripá brasileña de Ocoí fue inundada en 1982 por la represa de Itaipú.
Se los supone descendientes de los carimas del siglo XVIII y de los mbarakayús.
Su lengua pertenece a la familia tupí, grupo tupí-guaraní, subgrupo guaraní I. Es muy cercana al guaraní paraguayo (jopara), lengua que está siendo adoptada por los chiripás. El dialecto más conocido es el apapocuva.